# Pohled
Pohled é uma comuna checa localizada na região de Vysočina, distrito de Havlíčkův Brod.